# Lamna
A Lamna a porcos halak (Chondrichthyes) osztályának heringcápa-alakúak (Lamniformes) rendjébe, ezen belül a heringcápafélék (Lamnidae) családjába tartozó nem.
Családjának a típusneme.

## Tudnivalók
A Lamna-fajok a két sarkkör alatti vizek lakói. A porcos halak közül, e két fajnak a testhőmérséklete nagyobb, mint a körülöttük levő vízhőmérséklet; akár 15,6 Celsius-fokra is „felmelegedhetnek”. A halaknál a melegvérűség, csak a nagy testű és gyorsan úszó fajoknál jelenik meg. A csontos halak között a kékúszójú tonhal (Thunnus thynnus) és a kardhal (Xiphias gladius) képes erre a teljesítményre.

## Rendszerezés
A nembe az alábbi 2 recens faj és 7 fosszilis faj tartozik:
- lazaccápa (Lamna ditropis) Carl Hubbs & Follett, 1947
- heringcápa (Lamna nasus) (Bonnaterre, 1788)
- †Lamna attenuata Davis, 1888
- †Lamna carinata Davis, 1888
- †Lamna hectori Davis, 1888
- †Lamna marginalis Davis, 1888
- †Lamna trigeri Coquand, 1860
- †Lamna trigonata Agassiz, 1843
- †Lamna quinquelateralis Cragin, 1894

### Fordítás
- Ez a szócikk részben vagy egészben  a   Lamna című angol Wikipédia-szócikk ezen változatának fordításán alapul.  Az eredeti cikk szerkesztőit annak laptörténete sorolja fel. Ez a jelzés csupán a megfogalmazás eredetét és a szerzői jogokat jelzi, nem szolgál a cikkben szereplő információk forrásmegjelöléseként.